# Howarth Glacier
Howarth Glacier är en glaciär i Antarktis. Den ligger i Västantarktis. Argentina, Chile och Storbritannien gör anspråk på området. Howarth Glacier ligger 179 meter över havet.
Terrängen runt Howarth Glacier är kuperad norrut, men söderut är den platt. Havet är nära Howarth Glacier åt sydost. Trakten är obefolkad. Det finns inga samhällen i närheten.